# Financial Intelligence Unit - Nederland
De Financial Intelligence Unit - Nederland (FIU-Nederland) is een overheidsinstantie waaraan alle meldingsplichtigen ongebruikelijke transacties of zaken waarvan zij vermoeden dat ze te maken hebben met witwassen van geld of financiering van terrorisme melden. In alle landen die zich aan de regels van de Financial Action Task Force (FATF) houden bestaat een soortgelijk FIU. Tussen deze FIU's bestaan meestal memoranda of understanding (MOU) omtrent internationale uitwisseling van de gegevens van verdachte transacties.
De FIU-Nederland stond voor 2006 bekend als het Meldpunt ongebruikelijke transacties (MOT) en was het een onderdeel van het ministerie van Justitie. De FIU-Nederland is sinds 2013 een zelfstandige en onafhankelijke organisatie. Beheersmatig is ze ondergebracht bij de Nationale Politie.
Het doel van de FIU-Nederland is om nationaal en internationaal een bijdrage te leveren aan de versterking van de kwaliteit van opsporing en vervolging en het voorkomen en bestrijden van misdaad en in het bijzonder misdaden omtrent witwassen en de financiering van terrorisme. Op basis van de Wet ter voorkoming van witwassen en de financiering van terrorisme (WWFT) zijn diverse instellingen bij wet verplicht om ongebruikelijke transacties te melden bij de FIU-Nederland. Om de integriteit van het (Nederlandse) financiële stelsel te bewaken is het van belang om alert te zijn op ongebruikelijke transacties die mogelijk verband houden met witwassen en/of terrorismefinanciering.
Deze bijdrage tracht FIU-Nederland te leveren door het ter beschikking stellen van verzamelde, geregistreerde, bewerkte en geanalyseerde ‘transactie’ informatie (de ongebruikelijke transacties) en expertise aan opsporings-, inlichtingen- en veiligheidsdiensten in binnen- en buitenland.
In 2020 waren er 722.247 meldingen van ongebruikelijke transacties ontvangen van de uiteenlopende groepen meldplichtige instellingen. Er zijn ruim 103.947 transacties verdacht verklaard en verstrekt aan de opsporing, waarmee in totaal bijna € 15 miljard gemoeid is.
De FIU-Nederland is partner van het Financieel Expertise Centrum (FEC).